# Ilex fortunensis
Ilex fortunensis är en järneksväxtart som beskrevs av W.J. Hahn. Ilex fortunensis ingår i släktet järnekar, och familjen järneksväxter. Inga underarter finns listade i Catalogue of Life.